# Brünig-Haupt
Das Brünig-Haupt (auch Brünighaupt oder kurz Haupt) ist mit einer Höhe von 2312 m ü. M. der höchste Punkt im Gebiet der Gemeinde Sachseln im Kanton Obwalden in der Zentralschweiz. Der Berg liegt zwischen der zu Sachseln gehörenden Älggi-Alp (mit dem Mittelpunkt der Schweiz) und dem zur Gemeinde Kerns gehörenden Alp Melchsee-Frutt.

## Etymologie
Der Name des Bergs hat mit dem in etwa acht Kilometer Luftlinie südwestlich gelegenen Brünigpass nichts zu tun. Dieser ist nach der nahen Ortschaft Brünigen benannt, die zu Meiringen gehört und deren Name von der Farbe braun (schweizerdeutsch: brun, Adjektiv: brunig/brünig) kommt. Unabhängig davon kann angenommen werden, dass sich auch der Name des Bergs von der Farbe ableitet.

## Zuordnung
Das Haupt gehört zu den Unterwaldner Voralpen und damit zu den Luzerner und Unterwaldner Voralpen (Untersektion 14.III der SOIUSA-Klassifizierung).

## Situation, Besteigung
Der Gipfel liegt auf der Gemeindegrenze zwischen Sachseln und Kerns. Diese verläuft dem Grat folgend vom südwestlich liegenden Abgschütz über das Chli Haupt (Kleines Haupt, auch: Murmelchopf, 2255 m ü. M.) zum Haupt und weiter in nördliche Richtung entlang des Schnidengrätli.
Der Zugang ist nur über alpine Bergwanderrouten (T5; Fels II) möglich, beispielsweise über die brüchige Nordkante. Der etwas einfachere Weg führt jedoch über das Abgschütz, eine kleine Hochebene in dem Dreieck zwischen Brünig-Haupt, Seefeldstock (2128 m ü. M.) und Rotstöck (1897 m ü. M.) und am Ende des nach Norden auslaufenden Grats des Hochstollens (2480 m ü. M.). Auf dem Abgschütz steht seit 2013 eine Schutzhütte, die eine Kopie des Grassen-Biwaks ist. Das Abgschütz ist von Melchsee-Frutt über einen Wanderweg vorbei am Blausee zu erreichen. Ebenso kann es von der Älggi-Alp über den Sachsler Seefeld und einen Wanderweg am Seefeldstock und über das Chringengrätli erreicht werden. Alternativ kann vom Sachsler Seefeld nach Süden in zumeist weglosem Gelände die Europaleiter erreicht werden, die am fast senkrechten Fels direkt aufs Abgschütz führt. Von dort folgt man dem Grat in nordöstliche Richtung. Das Chli Haupt kann unschwierig bestiegen oder rechts umgangen werden.
Das Steinmanndli auf dem Vorgipfel wird überragt von einem grossen Kreuz auf dem höchsten Punkt. Die Aussicht reicht über die Melchsee-Frutt (mit Blausee, Melchsee und Tannensee) und von Luzern bis Interlaken und den Berner Alpen.
Auf Melchsee-Frutt bildet das Haupt den imposanten Eckpfeiler der das Hochplateau nach Westen abgrenzenden Felskette. Von hier sind die in eindrucksvollen Flühen aufgebauten Ostflanken und der scharfe Nordbug zu sehen.